# Höstlegender
Höstlegender (engelska: Legends of the Fall) är en amerikansk film som hade biopremiär i USA den 23 december 1994 i regi av Edward Zwick. Filmens manus är baserat på en roman av Jim Harrison.

## Handling
Familjen Ludlow lever i Montanas ödemarker och i filmen får vi följa dem från början av 1900-talet till 1960-talet. Överste William Ludlow (Anthony Hopkins) ogillar regeringens behandling av indianerna och flyttar tillsammans med sina tre söner så långt från regeringshären som möjligt. De tre pojkarna Alfred (Aidan Quinn), Samuel (Henry Thomas) och Tristan (Brad Pitt) är oskiljaktiga under sin uppväxt och en dag anmäler de sig, mot sin fars vilja, som frivilliga under första världskriget. Men när Samuel en dag presenterar sin blivande fru, Susannah (Julia Ormond), blir bröderna rivaler. 

## Om filmen
Ordet 'Fall' i originaltiteln 'Legends of the Fall' används inte i betydelsen höst (som även heter "fall" på amerikansk engelska) utan i betydelsen 'fall', här Syndafallet, en referens till Bibeln vilket avslöjas av taglinen som följde med filmen på dess originalspråk. 'After the Fall from Innocence the Legend begins.'

## Rollista (i urval)
- Brad Pitt ....  Tristan Ludlow
- Anthony Hopkins ....  Col. William Ludlow
- Aidan Quinn ....  Alfred Ludlow
- Julia Ormond ....  Susannah Fincannon Ludlow
- Henry Thomas ....  Samuel Ludlow
- Karina Lombard ....  Isabel Two Decker Ludlow
- Gordon Tootoosis ....  One Stab
- Christina Pickles ....  Isabel Ludlow
- Bart the Bear ....  Björnen

### Fotnoter
1. ↑  ”Legends of the Fall” (på engelska). Box Office Mojo. 23 december 1994. http://www.boxofficemojo.com/movies/?id=legendsofthefall.htm. Läst 29 augusti 2016.